# Semomesia undosa
Semomesia undosa är en fjärilsart som beskrevs av Hans Ferdinand Emil Julius Stichel 1919. Semomesia undosa ingår i släktet Semomesia och familjen Riodinidae. Inga underarter finns listade i Catalogue of Life.